# Матеј Прозорљиви
Свети преподобни Матеј Прозорљиви или Матеј Печерски је руски светитељ и монах Кијевско-печерске лавре из 11. века.
Као млад се замонашио у светом манастиру Печерском у време светих оснивача овог манастира Теодосија, Стефана и Никона Печерског. По манастирском предању имао је обичај да по завршетку јутрења, пошто се сва братија разиђу по својим келијама, последњи изађе из цркве. Имао је дар прозорљивост и с љубављу је поучавао братију, и саветово их како да се моле.
Умро је око 1088. године, достигавши дубоку старост. Његове мошти се чувају у Антонијевој пештери Кијевско-печерске лавре.